# Gobernanza
La gobernanza es el proceso de tomar y hacer cumplir decisiones dentro de una organización, Estado o sociedad. Es el proceso de interacciones a través de las leyes, las normas sociales, el poder (social y político) o el lenguaje estructurado en la comunicación de una sociedad organizada sobre un sistema social (familia, grupo social, organización formal o informal, un territorio bajo una jurisdicción o entre territorios). Lo hace el gobierno de un Estado, un mercado o una red. Es el proceso de elegir el camino correcto entre los actores involucrados en un problema colectivo que conduce a la creación, refuerzo o reproducción de una conducta y un orden social aceptables. En términos sencillos, podría describirse como los procesos políticos que existen en y entre las instituciones formales.
La gobernanza es la forma en que las reglas, normas y acciones se estructuran, sostienen, regulan y rinden cuentas. El grado de formalidad depende de las reglas internas de una determinada organización. Como tal, la gobernanza puede adoptar muchas formas, impulsada por muchas motivaciones y con resultados diferentes. Por ejemplo, un gobierno puede operar como una democracia donde los ciudadanos votan sobre quién debe gobernar y el bien público es el objetivo, mientras que una organización sin fines de lucro o una corporación pueden estar gobernadas por una pequeña junta directiva y perseguir objetivos más específicos.
Además, una variedad de actores externos sin poder de decisión pueden influir en el proceso de gobernanza. Estos incluyen grupos de presión, think tanks, partidos políticos, organizaciones no gubernamentales, la comunidad y los medios de comunicación.

## Gobernabilidad y gobernanza
La noción de “gobernanza” es a la vez polisémica y polémica. Se confunde muy a menudo con el término gobernabilidad. Aunque estos dos conceptos no son sinónimos, hay debate sobre los criterios que permiten distinguirlos. Ambos traducen la noción anglosajona de governance, aunque solo gobernabilidad traduce governability, que se usa de manera más restringida.
Los términos gobernanza y gobernabilidad se utilizan mucho en los ámbitos del management privado, de las organizaciones internacionales, de las ciencias sociales y de las instituciones políticas tanto nacionales como regionales (por ejemplo, la Unión Europea).
La rápida difusión de la palabra desde los años 1990 parece traducir la conciencia de un cambio de paradigma en las relaciones de poder. Se ha percibido la insuficiencia del concepto clásico de “gobierno” para describir las transformaciones que se han ido produciendo en el contexto de la globalización. Ante el surgimiento de empresas multinacionales con presupuestos superiores a los de ciertos estados soberanos o de organizaciones no gubernamentales con una creciente capacidad de acción y de presión en los ámbitos tanto local como internacional, los gobiernos nacionales han pasado de ser la referencia central de la organización política a ser uno de sus componentes.
La gobernanza es una noción que busca -antes que imponer un modelo- describir una transformación sistémica compleja, que se produce a distintos niveles -de lo local a lo mundial- y en distintos sectores -público, privado y civil-.

## Origen del término
Parece provenir remotamente del griego κυβερνάω kybernao (dirigir, conducir una nave o un carro) utilizado por Platón, metafóricamente, para denominar el modo de gobernar a los ciudadanos, de donde también deriva gobierno (a través del latín gubernatio). A finales de la Edad Media se registra su uso en las lenguas modernas, más bien a partir del latín que del griego, con el francés gouvernance desde el siglo XIV, designando el arte o manera de gobernar; del que pasa al inglés governance, con usos registrados desde 1380. En portugués, governança, y en español, gobernanza, parecen también derivar del francés. Aparece definido por primera vez en la edición del DRAE de 1803 como "ant. [antiguamente] lo mismo que gobierno". Su utilización a partir de los años 1990 por medios académicos anglosajones se aplicaba en un principio, como restricción del uso, al arte o modo de gobierno de instituciones internacionales; pero con el propósito de, a partir de una palabra poco utilizada y por tanto bastante libre de connotaciones, promover un nuevo modo de gestión de los asuntos públicos, fundado sobre la participación de la sociedad civil a todos sus niveles (nacional, local, regional e internacional).
En el DRAE se diferencia un uso antiguo de gobernanza (2. f. ant. Acción y efecto de gobernar o gobernarse) y el más reciente (1. f. Arte o manera de gobernar que se propone como objetivo el logro de un desarrollo económico, social e institucional duradero, promoviendo un sano equilibrio entre el Estado, la sociedad civil y el mercado de la economía.) La palabra gobernancia, que es utilizada a veces como sinónimo en castellano, muy probablemente como consecuencia de intentar traducir directamente del inglés, no aparece en el DRAE.
El término gobernabilidad, que en su primera acepción del DRAE significa Cualidad de gobernable, y que suele emplearse sobre todo en relación con su contrario (ingobernabilidad), es, en su segunda acepción, sinónimo de gobernanza.

## "Buen gobierno" y "mal gobierno"
Desde el Antiguo Régimen se empleaba la expresión (de algún modo similar, pero representando una realidad completamente distinta) buen gobierno; por ejemplo, en los Decretos de Nueva Planta y Buen Gobierno que reformaron la Monarquía Hispánica bajo Felipe V. Tenía su "contrafigura" en la expresión mal gobierno, del que nunca podría acusarse al rey absoluto, sino a sus ministros (incluso en una revuelta, como el motín de Esquilache, la expresión utilizada era ¡Viva el rey y muera el mal gobierno!, similar al grito de Dolores del cura Hidalgo en la independencia mexicana). El despotismo ilustrado en buena parte buscaba su propia legitimación en las reformas que mejoraran la situación del pueblo, pero sin comprometer la primacía teórica de la legitimidad de derecho divino clásica del absolutismo.
En un sistema de gobierno democrático, la legitimidad proporcionada al gobierno por las urnas, de un modo parecido se busca renovar constantemente con la "buena calidad" de su ejercicio o gobernanza, medida por los modernos métodos de la demoscopia. La aplicación del término en el mundo actual en países que no disponen de instituciones democráticas homologables a las occidentales se utiliza para la justificación de la diferente capacidad de atracción de inversiones, como ocurre con otro concepto muy invocado: la seguridad jurídica. Casos como el de China o Cuba suelen analizarse desde ese punto de vista.
La crítica al concepto de gobernanza desde un punto de vista antiglobalización suele asociarlo a lo que se conoce como pensamiento único, confusamente denominado "neoliberal", vinculado a las propuestas de política económica para países del Tercer Mundo o en vías de desarrollo del Fondo Monetario Internacional y el Banco Mundial.
La perspectiva desde la que se utiliza el término gobernancia desde estas instituciones (o desde los medios académicos o empresariales) no se restringe a una posición puramente tecnócrata, sino que asume un cierto grado de enjuiciamiento moral (a veces paternalista) de estados o sistemas políticos y económicos, en cuyo enjuiciamiento suelen utilizar calificativos como "prácticas virtuosas" o "hacer bien o mal los deberes". No hay que olvidar por otro lado, que como dice el profesor Ángel Iglesias

la legitimidad no se consigue sólo con eficacia y eficiencia, sino que es también fundamental el elemento democrático en el que se subsumen la transparencia, la rendición de cuentas o la participación. La eficacia y la eficiencia son valores propios del utilitarismo económico y de la gestión, aunque, situados en un contexto político, quedan totalmente impregnados de la influencia de la dimensión política. Con todo, las organizaciones públicas se ven abocadas a adoptar estrategias de actuación mediante la incorporación de innovaciones en la acción pública. Ciertamente, estas innovaciones, su forma y contenido, dependen de la coordinación del aparato administrativo con otros actores privados y con los ciudadanos. En gran medida la gobernanza consiste sobre todo en la confluencia y difícil equilibrio entre la eficiencia y la participación democrática.

## Tipos de gobernanza

### Gobernanza global
En contraste con el significado expuesto hasta ahora, autores como James Rosenau han usado este término para denotar la regulación de relaciones interdependientes en ausencia de una autoridad política global. El mejor ejemplo de ello es el sistema internacional, o sea, las relaciones entre estados independientes. El término puede aplicarse también a un grupo formado por agentes libres e iguales que necesitan formar una relación regular.

### Gobernanza corporativa
El conjunto de procesos, costumbres, políticas, leyes e instituciones que afectan a cómo se dirige, administra o controla una empresa (corporación). También incluye las relaciones entre los muchos agentes implicados en ellas (desde la propiedad a la dirección, los controladores externos, acreedores, inversores, clientes, suministradores, empleados y el entorno y la sociedad entera).

### Gobernanza proyectiva
Tal como se usa en la industria (especialmente en el sector de las tecnologías de la información), describe los procesos que necesitan darse para un proyecto exitoso. En concreto, recibe mucha atención el asunto de la gobernanza de la tecnología de la información.
Desde otros puntos de vista, puede hablarse de muchas otras clases de gobernanza:
- gobernanza política.
- gobernanza económica.
- gobernanza estratégica.
- gobernanza en Internet.
- gobernanza local, principalmente con el uso de procesos del tipo de la "planificación estratégica urbana".
- gobernanza cultural.

## Gobernanza de la ciencia y la tecnología
En las últimas dos décadas, se ha percibido en Europa la necesidad de revisar las relaciones entre las instituciones y la sociedad civil. Puede decirse que existe una tendencia a favor de conceder una oportunidad a los instrumentos participativos. Se están discutiendo e implementando muy lentamente nuevas direcciones sobre gobernanza, un término que ha irrumpido con cierta fuerza en el debate político, tanto desde el ámbito académico como en el terreno de la gestión práctica. El concepto, que tiene su origen en la tradición de la escuela norteamericana sobre estudios de administración pública (véase Muñoz, 2005), ha sido importado por Europa al advertir la necesidad de nuevas técnicas e instrumentos para conseguir una gestión política estratégica que combine las iniciativas e intereses de la sociedad, el Estado y el mercado.

Según la Comisión sobre Gobernanza Global, la gobernanza es:
"la suma de las múltiples maneras como los individuos y las instituciones, públicas y privadas, manejan sus asuntos comunes. Es un proceso continuo mediante el que pueden acomodarse intereses diversos y conflictivos y adoptarse alguna acción cooperativa. Incluye las instituciones formales y los regímenes con poder para imponer obediencia, así como arreglos informales que las personas y las instituciones han acordado."
La Comisión Europea en su Libro Blanco sobre la Gobernanza Europea (2001) también proporciona una definición:
"Reglas, procesos y conductas que afectan el modo como se ejerce el poder a nivel europeo, particularmente en lo que se refiere a la apertura, la participación, la responsabilidad, la efectividad y la coherencia."
La reflexión en favor de una mayor inclusividad va ganando terreno, siendo la participación ciudadana uno de los puntales del nuevo estilo de gobernanza. Sin embargo, la implementación de instrumentos y procesos participativos es todavía un reto enorme.
La introducción del término gobernanza en el ámbito de la ciencia y la tecnología ha estado promovida por la dinámica política de la Unión Europea que ha caracterizado el V y sobre todo el VI Programa Marco de Investigación y Desarrollo. Una serie de iniciativas sociopolíticas de la Comisión Europea relacionadas con la reflexión sobre el Espacio Común Europeo en I+D (ERA) han ido configurando un escenario que ha sacado a la luz la relevancia del concepto de gobernanza. Desde entonces, el término se ha incorporado de modo casi automático a numerosas publicaciones, sin aportes analíticos significativos. Según Emilio Muñoz (2005), el seguimiento de las referencias a la palabra gobernanza revela que la práctica totalidad de las citas son una simple traslación de las iniciativas europeas. La Comisión Europea ha señalado como misión y valor fundamental del concepto su operatividad para enfrentarse al problema de los diferentes niveles de promoción y gestión de la ciencia y la tecnología en un contexto como el europeo, donde coexisten diversos “espacios” –supranacional, nacional, regional e incluso local-, niveles políticos y actores. Aunque esta aproximación centrada en el reto de la “coordinación operativa” resulta interesante para los analistas, parece también limitada e incluso arriesgada. E. Muñoz (2005: 296) advierte del peligro de caer en un círculo vicioso: “se estudia aquello que los decisores han introducido, mientras que se renuncia a entender lo que sustenta la oportunidad, validez y el potencial del concepto para desarrollar una dinámica racional en términos sociales, económicos y políticos en el ámbito de la ciencia y la tecnología”. Por ello, resultará necesario profundizar en el valor analítico, estructural y prospectivo del concepto.

## Medición de la gobernanza
Durante la última década, se han dirigido varios esfuerzos hacia la comunidad de investigación y de desarrollo internacional para evaluar y medir la calidad de la gobernanza de los países alrededor del mundo.
Uno de estos esfuerzos para crear una medida de gobernanza que sirva para comparar los países a nivel internacional es el proyecto Worldwide Governance Indicators (WGI) (indicadores de gobernanza a través del mundo), desarrollado por los miembros del Banco Mundial y del Instituto del Banco Mundial. El proyecto publica indicadores globales e individuales para más de 200 países en seis dimensiones de la gobernanza: voz y rendición de cuentas, estabilidad política y falta de violencia, efectividad gubernamental, calidad de la regulación, estado de derecho, control de la corrupción.
Para completar los Worldwide Governance Indicators, a nivel macro y transversales respecto a los países, el Instituto del Banco Mundial desarrolló estudios sobre la gobernanza llamados World Bank Governance Surveys, herramientas de valoración de gobernanza a escala de un país que intervienen a nivel micro o infra-nacional y usan informaciones recogidas de los mismos ciudadanos de un país, la comunidad de negocios y trabajadores del sector público para diagnosticar las vulnerabilidades de la gobernanza y sugerir enfoques concretos para luchar contra la corrupción.
Un nuevo Índice de Gobernanza Mundial (IGM) se ha desarrollado y está a disposición para mejorarlo a través de participación pública. Los temas siguientes, en forma de indicadores e índices compuestos, han sido elegidos para formar parte del IGM: paz y seguridad, estado de derecho, derechos humanos y participación, desarrollo sustentable, desarrollo humano.

## El Marco Analítico de la Gobernanza
El Marco Analítico de la Gobernanza (MAG) es una metodología con un fuerte potencial para la investigación en políticas sociales, especialmente en políticas de salud. Definiendo el concepto de gobernanza de manera pragmática, ésta se refiere a los procesos de interacción entre los actores involucrados en un asunto público, que llevan a la toma de decisiones o a la formulación de normas sociales. Se postula que hay procesos de gobernanza presentes en cualquier sociedad y, a diferencia de otros acercamientos, éstos se pueden observar y analizar a partir de una perspectiva que no sea normativa o prescriptiva. Se desarrolla una metodología apoyada en varias disciplinas sociales que sirve para diagnosticar los procesos colectivos, misma que a su vez, se basa en cinco unidades analíticas principales presentadas aquí: problemas, actores, normas, procesos y puntos nodales.
Estas unidades analíticas pretenden constituir una metodología coherente y lógicamente articulada y se propone su uso como instrumento metodológico para la investigación en políticas sociales. Artículo Revista de Salud Pública.